# Oxylapia polli
Oxylapia polli је зракоперка из реда Perciformes. 

## Угроженост
Ова врста је крајње угрожена и у великој опасности од изумирања.

## Распрострањење
Мадагаскар је једино познато природно станиште врсте.

## Популациони тренд
Популациони тренд је за ову врсту непознат.

## Станиште
Станишта врсте су речни екосистеми и слатководна подручја.